# リニア・鉄道館
リニア・鉄道館〜夢と想い出のミュージアム〜（リニア・てつどうかん〜ゆめとおもいでのミュージアム〜 英語名：SCMAGLEV and Railway Park）は、東海旅客鉄道（JR東海）が2011年（平成23年）3月14日に愛知県名古屋市港区金城ふ頭に開館した、鉄道に関する事物を展示する博物館類似施設（鉄道保存展示施設）である。

## 概要
JR東海が本社を置く名古屋市は、2007年（平成19年）に「モノづくり文化交流拠点構想」を策定した。これは、産業技術の継承と人材育成、産業振興・産業観光の推進、および新たな都市の魅力向上を目的として、名古屋港金城ふ頭約60ヘクタールに交流拠点を設けるものであり、2011年（平成23年）より段階的な整備を計画している。
同市より参画要請を受けたJR東海では、2008年（平成20年）にJR東海博物館の開設を表明した。高速鉄道技術の進歩などを広く紹介することを目的とし、以下の3点をコンセプトとしている。
- 高速鉄道技術の進歩の紹介
- 鉄道が社会に与えた影響について学習する場を提供
- 楽しく遊べるよう模型などを活用し、バリアフリーを徹底した設備

2009年（平成21年）8月に着工。館内には、同社が計画中の超電導リニアをはじめ、歴代の鉄道車両を展示するほか、新幹線や在来線電車のシミュレータ、鉄道のしくみや歴史などについて展示コーナーを設置する予定とされ、2010年9月16日にロゴと開館予定日とともに名称が「リニア・鉄道館〜夢と想い出のミュージアム〜」に決定したことが発表された。
一方、同社が浜松市天竜区で営業していた佐久間レールパークは、展示車両の本館への移動にともない2009年（平成21年）11月に閉園した。
開館まで間近となった3月1日、リニア・鉄道館の完成を祝って開館式のテープカットが行われた。JR東海の山田佳臣社長（当時）は「39両の展示車両は、先人の汗と涙が詰まっている。日本中から見に来てもらえるように努力したい」とあいさつした。また、河村たかし名古屋市長は祝辞の中で、「（同館へのアクセスルート）あおなみ線に蒸気機関車と小田急ロマンスカーを走らせてチョ。名鉄に悪いから名鉄の（パノラマカー）も」と“動く列車の博物館”構想をかかげた。また、閉館音楽「蛍の「ひかり」号」はスギテツが手がけている。
2015年（平成27年）4月21日、開館後初となる特別親善大使にアイドルグループのSKE48を任命した。これは、同グループがシングル「コケティッシュ渋滞中」のCDジャケットの一部を当館内や東海道新幹線の駅で撮影したことがきっかけである。
JRが運営する鉄道保存施設であるが、最寄り駅および近接する路線にJR線の駅は存在しておらず、鉄道博物館や京都鉄道博物館と異なり営業用線路との接続もない。
「リニア・鉄道館」は東海旅客鉄道の登録商標となっている（第53837887号、第5401383号、第5401387号、第5417756号、第5439392号）。

## 沿革

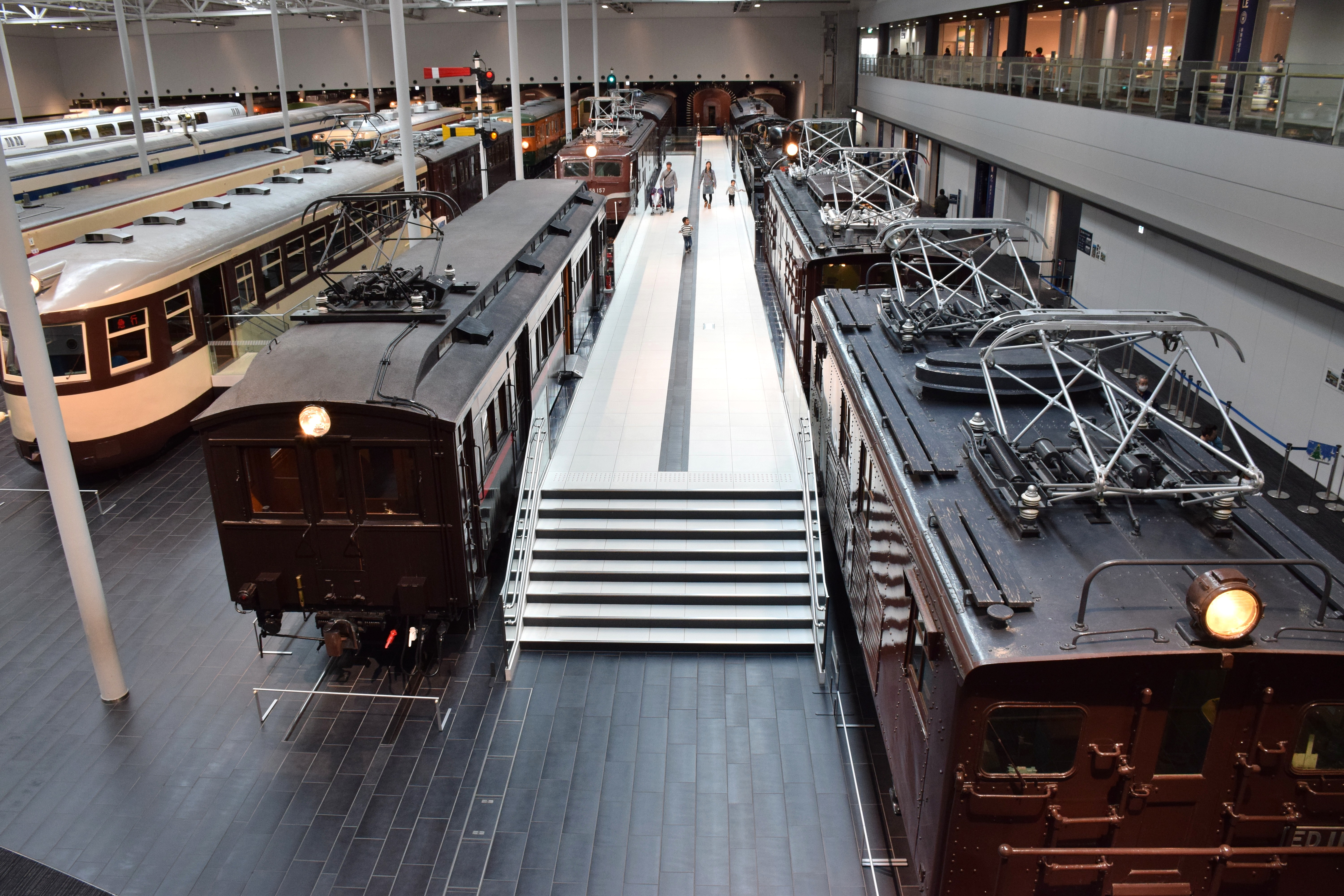
館内

- 2011年（平成23年）3月14日 - 開館。
- 2012年（平成24年）1月29日 - 入館者100万人を達成。
- 2013年（平成25年）7月22日 - 入館者200万人を達成。
- 2015年（平成27年）5月2日 - 入館者300万人を達成。
- 2019年（令和元年）8月13日 - 入館者500万人を達成。

## 入館料
入場料の決済にはTOICA（相互利用のSuicaやmanaca等も含む交通系ICカード全国相互利用サービスにも対応）が利用可能。
- 大人：1200円（団体：1000円）
- 小中高生：500円（団体：400円）
- 幼児（3歳以上）：200円（団体：100円）

## 展示内容

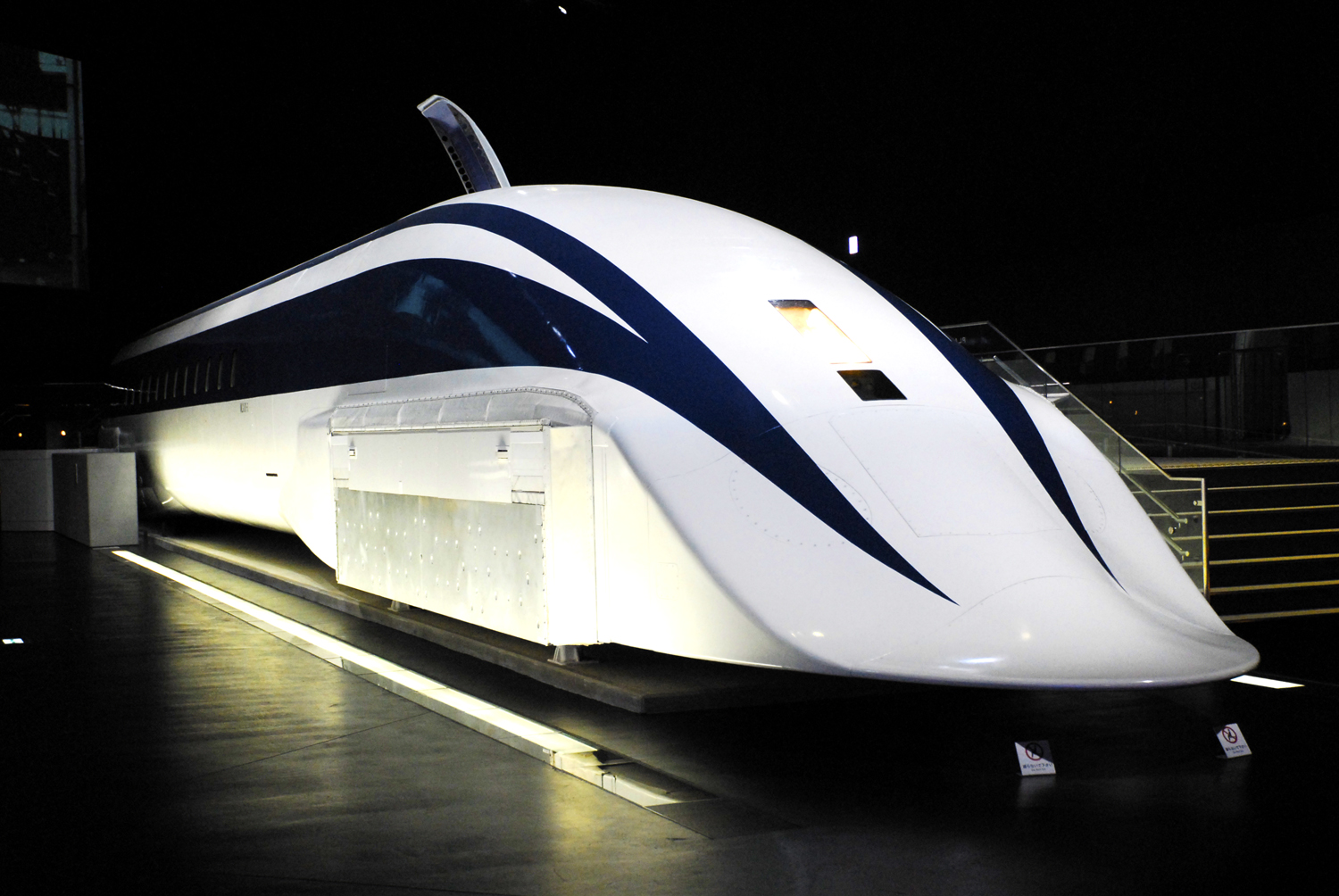
JR東海 MLX01リニア実験車輛 MLX01-1（リニア・鉄道館 2013)

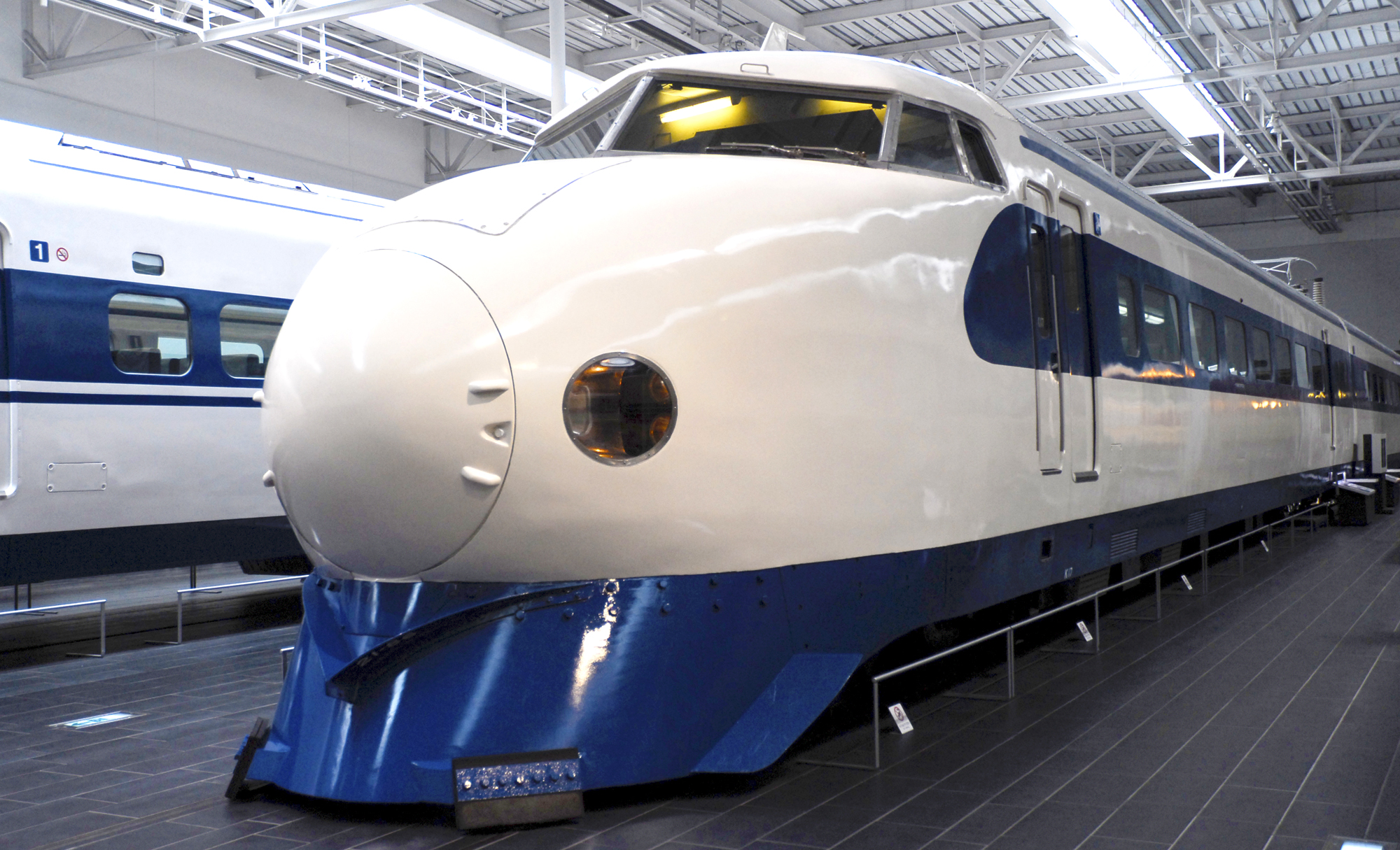
国鉄・JR 0系21-86（リニア・鉄道館 2013）

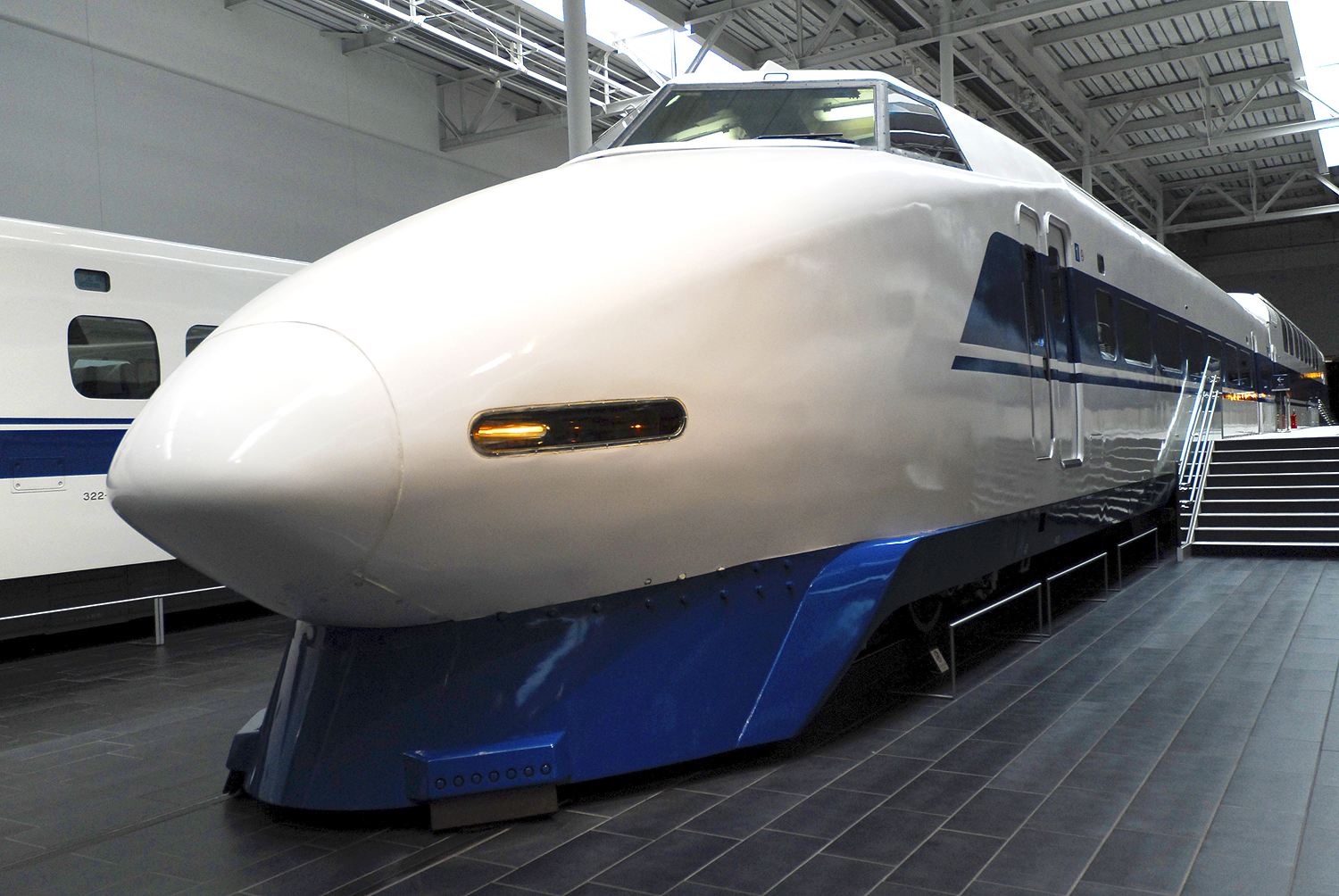
国鉄・JR 100系123-1（元X2編成）（リニア・鉄道館 2013）

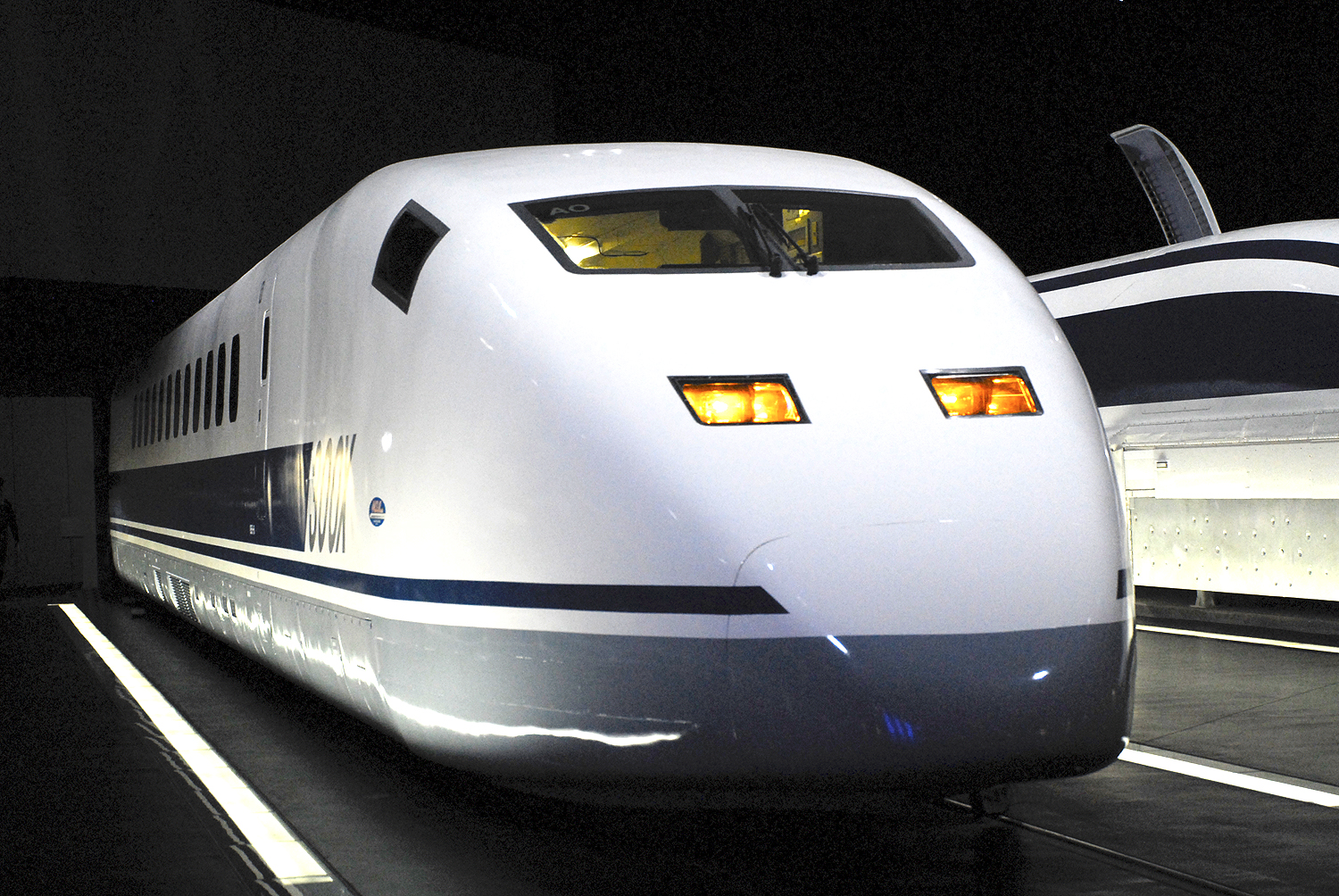
JR東海 955形 955-6「300X」（リニア・鉄道館 2013）

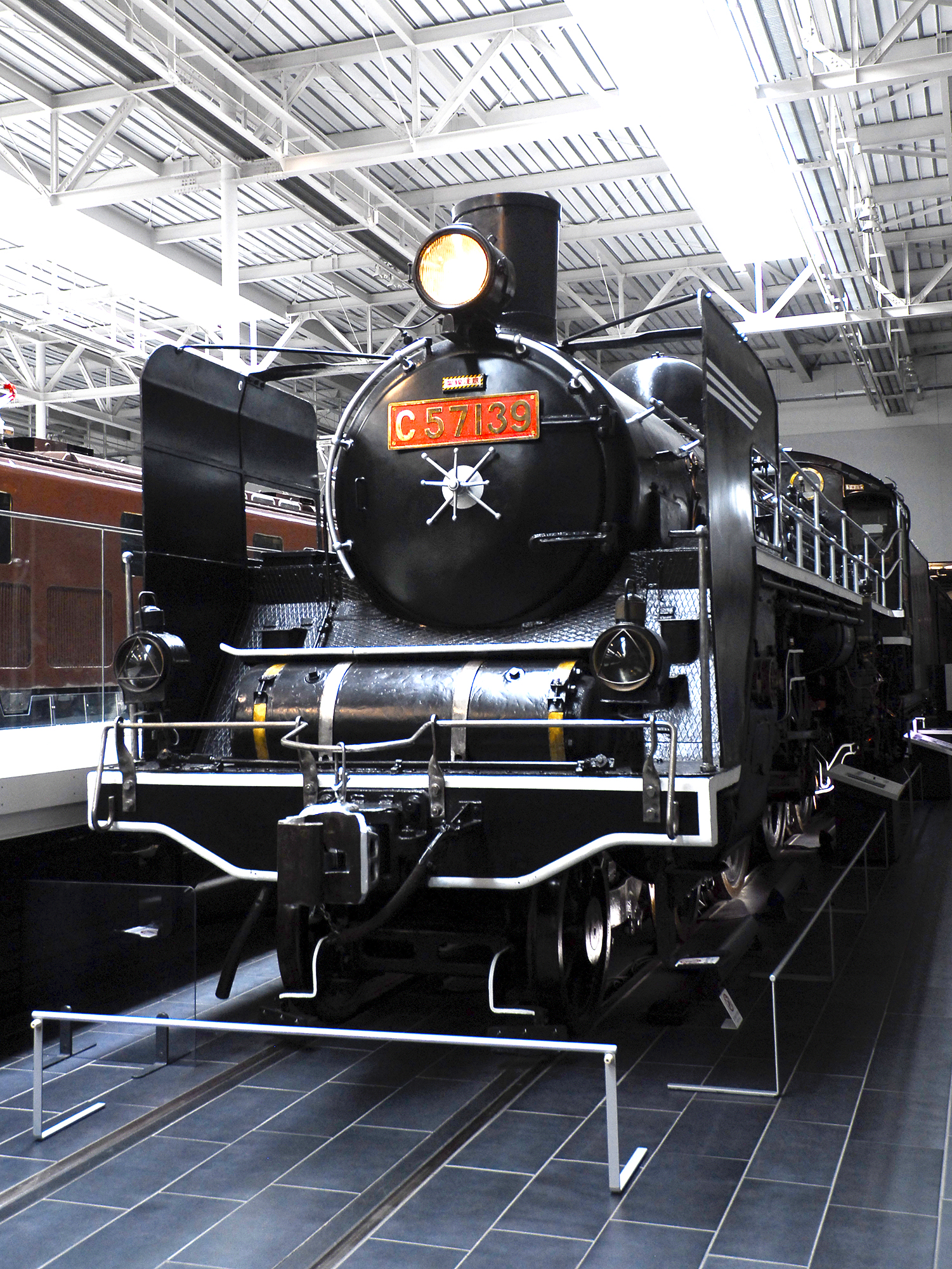
国鉄C57 139 準鉄道記念物 （リニア・鉄道館 2013）

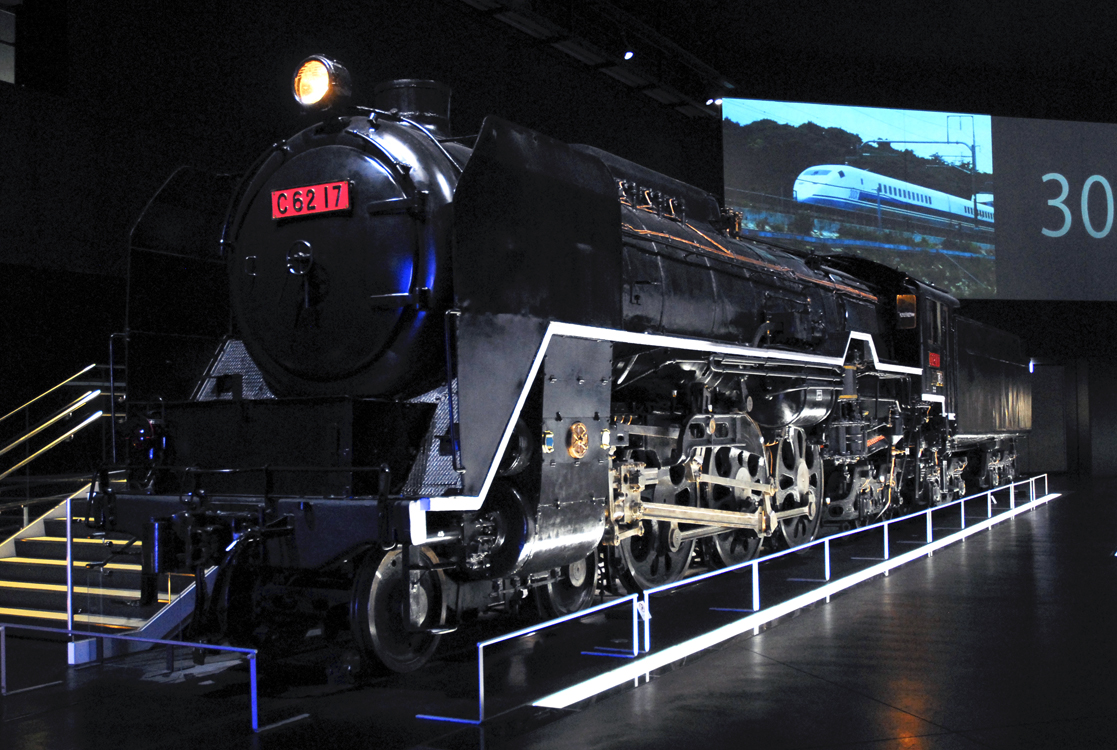
国鉄C62 17（リニア・鉄道館 2013）

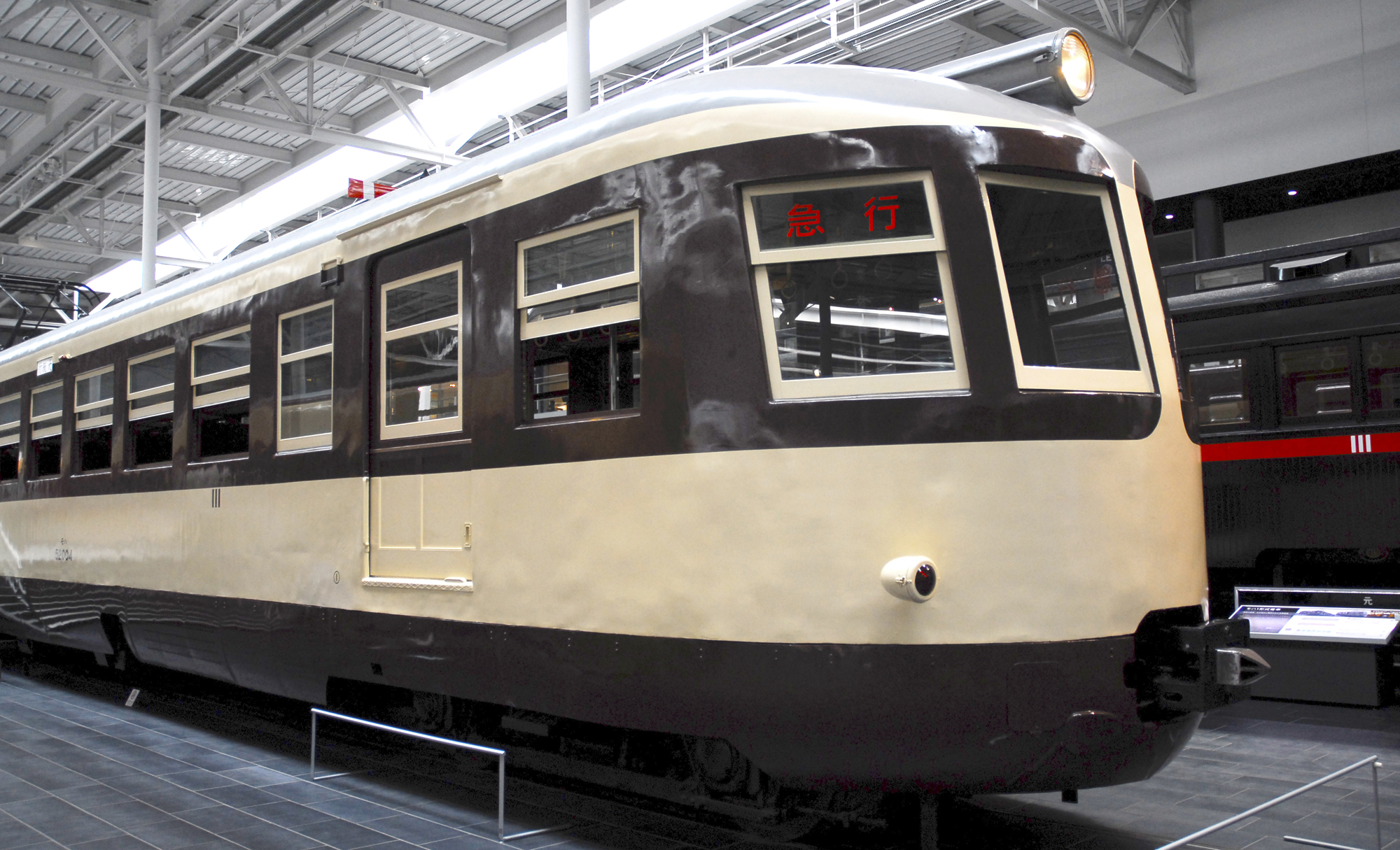
国鉄モハ52004 （リニア・鉄道館 2013）

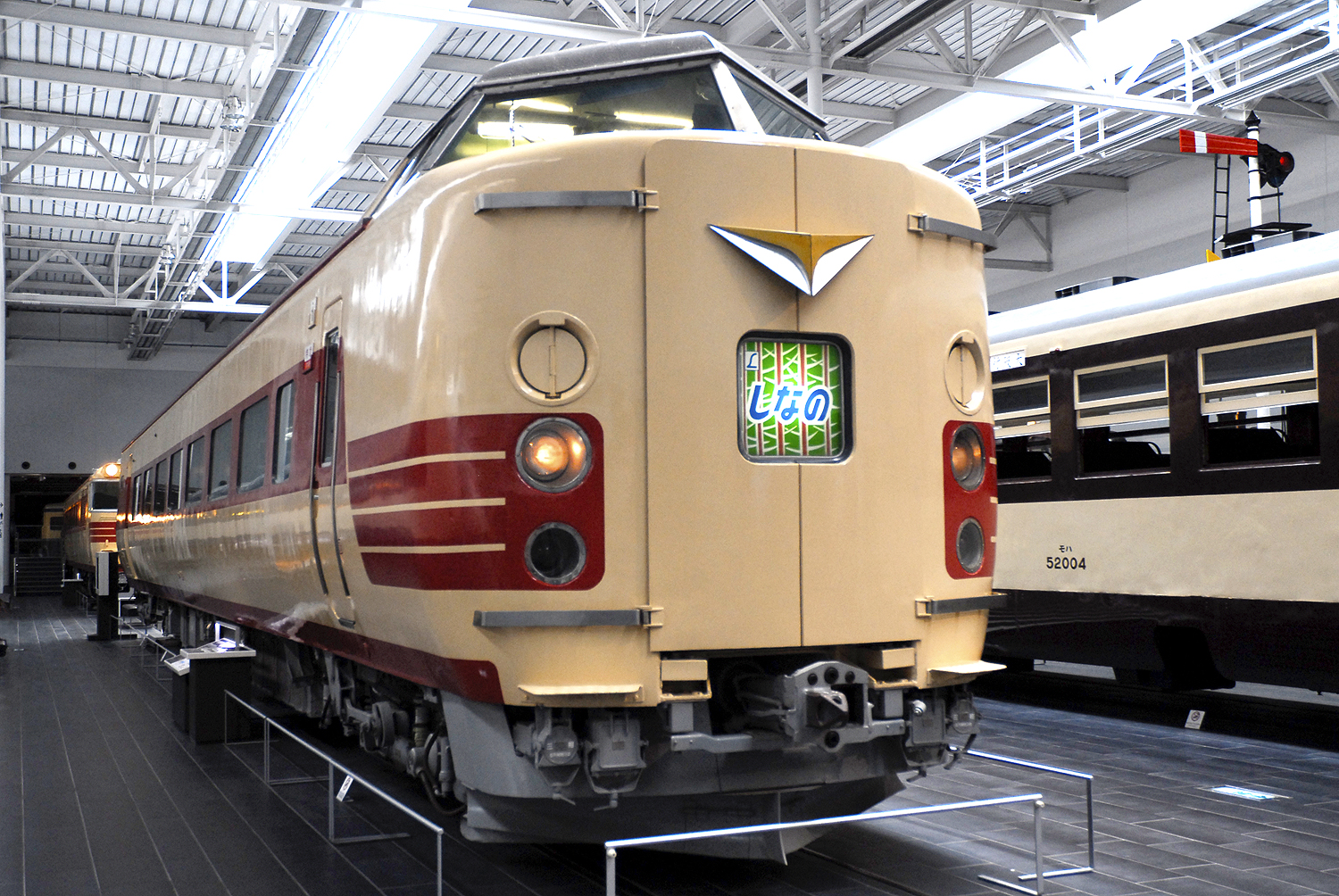
国鉄・JR 381系クハ381 1（リニア・鉄道館 2013）

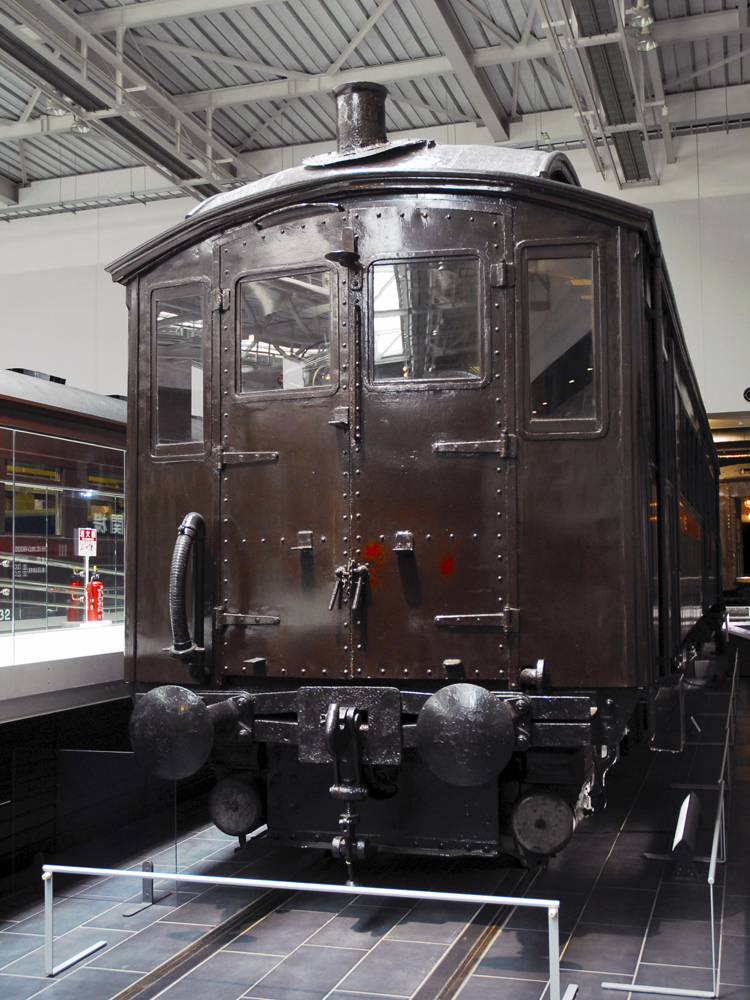
鉄道院ホジ6014 → 国鉄キハ6401 鉄道記念物　（リニア・鉄道館 2013）

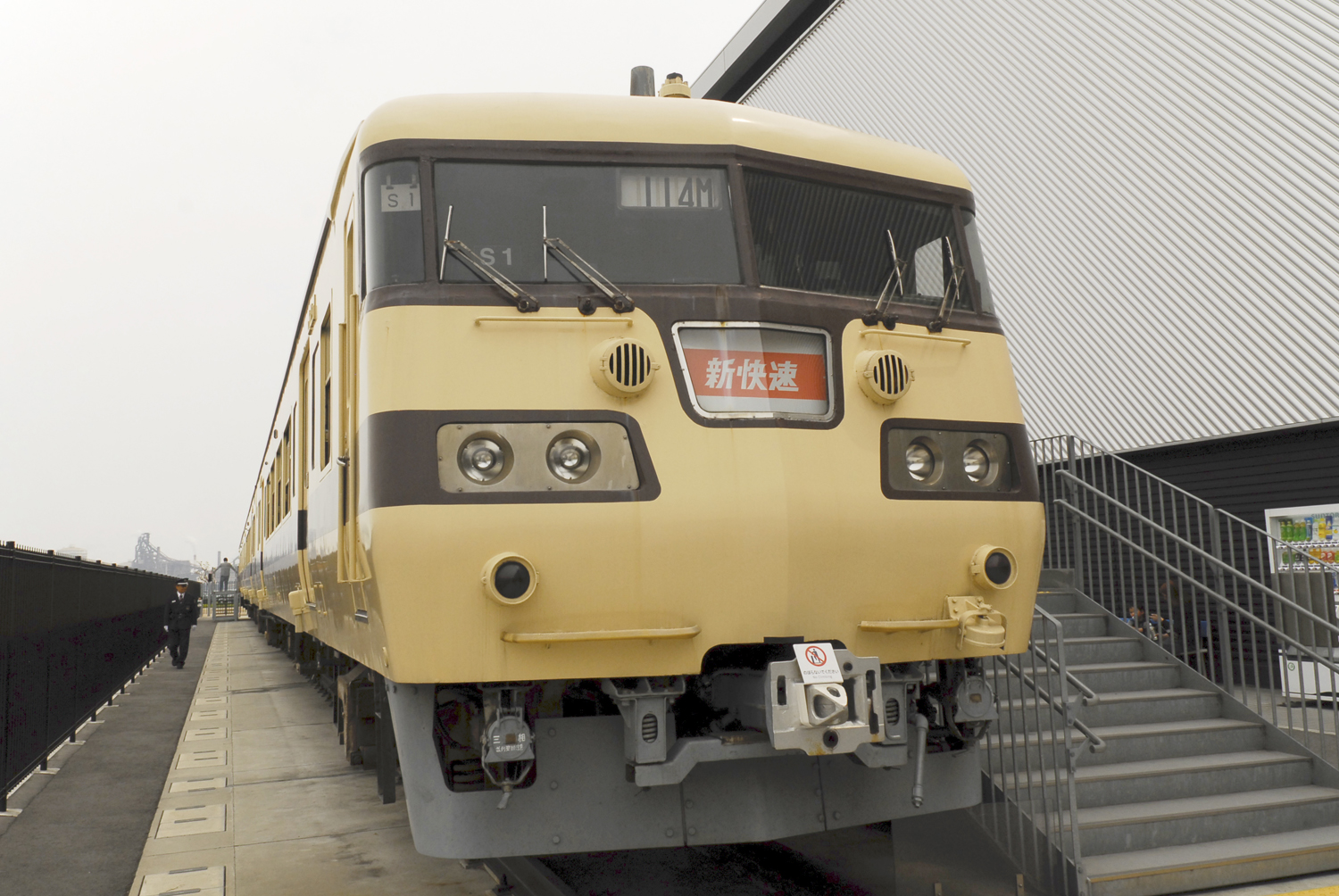
国鉄・JR 117系電車（リニア・鉄道館 2013年）現在は屋内展示に変更。

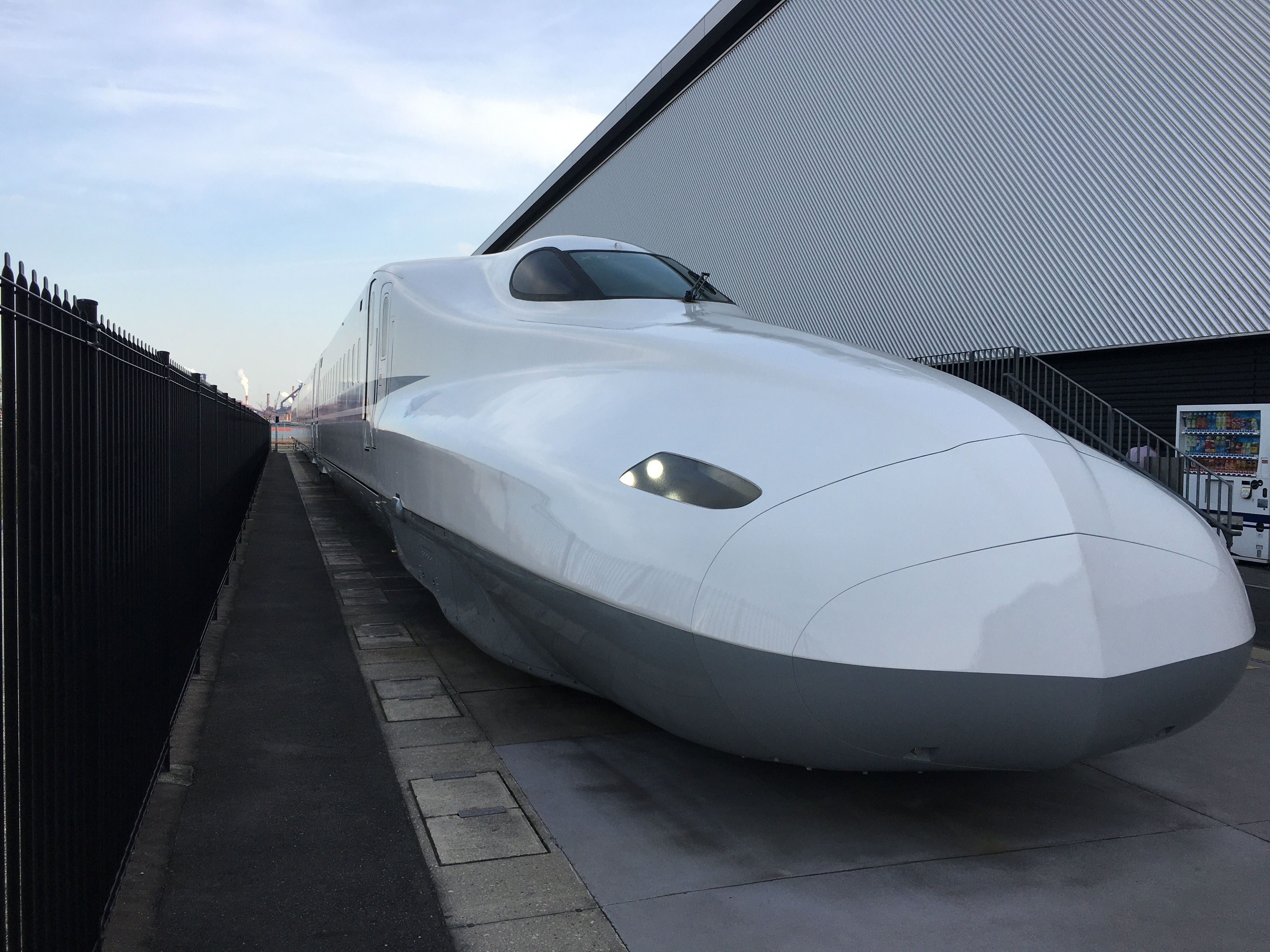
JR東海 N700系電車 X0編成

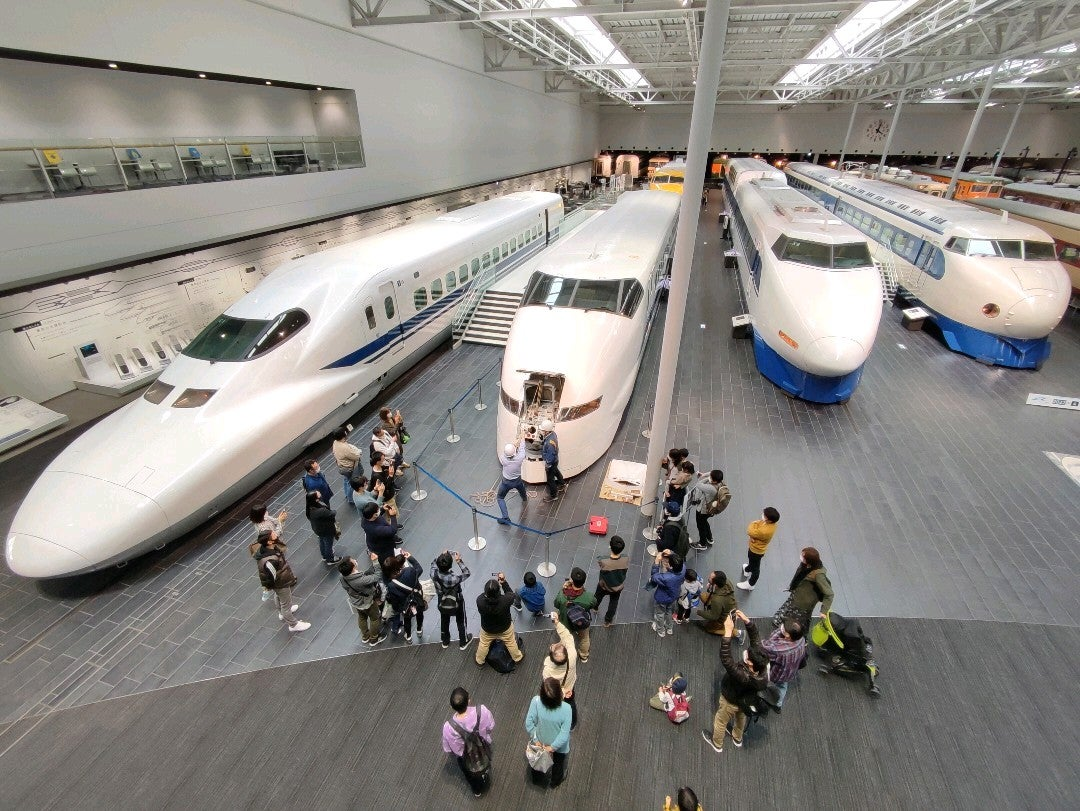
300系電車の連結器の収納の実演

### 展示車両一覧

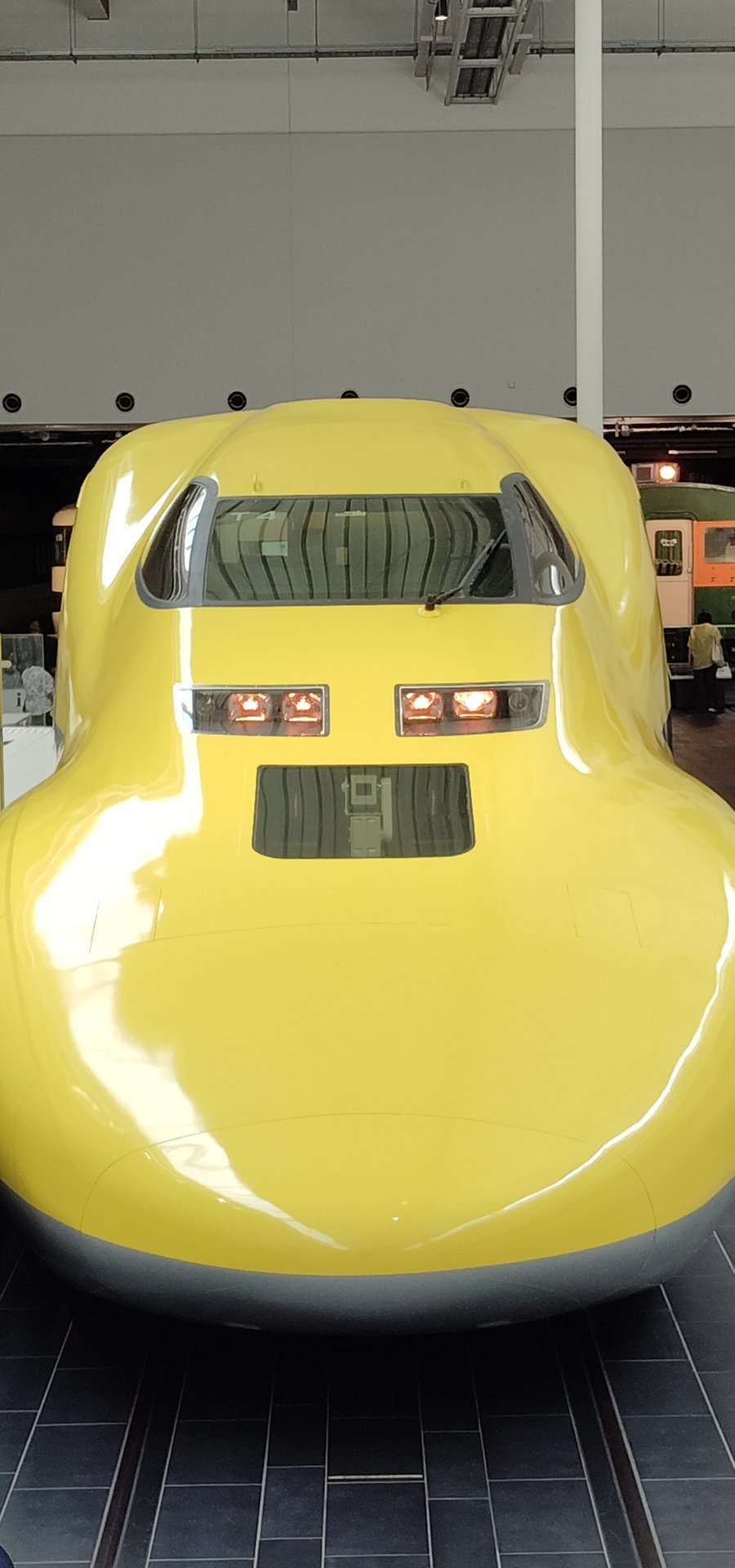
JR東海 923型 新幹線電気軌道総合試験車（T4編成）

展示車両は下記のとおりで、ほとんどが東海地方にゆかりのある車両となっている。すべて静態保存であり、動態保存車はない。
屋内展示の35両と屋外展示の4両は2010年中にすべて搬入された。
収蔵展示車両をはじめとする一部の車両は通常車内への立ち入りなどができないが、車内を見ることができる限定イベントなども行われている。
2011年（平成23年）6月15日より1か月限定で「955形新幹線試験電車」の車内特別公開イベントが行われた。
2014年（平成26年）1月2日より、新幹線700系電車・723-9001の先頭車が新たに展示車両に加わった。入れ替わる形で、300系323-20の展示が2013年12月27日を以って終了した。
蒸気動車 ホジ6014号が重要文化財指定を文化審議会答申（2019年（令和元年）3月18日付）で内定を受けた。
2019年（令和元年）7月17日より、新幹線N700系電車の量産先行車X0編成のうち3両が屋外展示開始。このため、屋外展示されていた117系3両のうち1両は屋内収蔵車両エリアへ移設、残る2両は展示終了となった。さらに、現在収蔵車両エリアに展示されているクロ381-11は同年6月7日を以て展示終了となった。
2024年（令和6年）10月27日、一日限定でキハ80系気動車（キハ82 73）の車内を限定公開。これは、JR東海の高山本線全線開通90周年キャンペーンの一環。
| 形式                            | 製造年 | 車両番号      | 旧保管場所         | 展示形態 | 備考 |
| ------------------------------- | ------ | ------------- | ------------------ | -------- | --- |
| MLX01形リニア車両               | 1995年 | MLX01-1       | 鉄道総合技術研究所 | シンボル | 愛・地球博で展示されたのち、腐食試験として名古屋市港区に留置されていたもの                                            |
| 0系新幹線電車                   | 1971年 | 21-86         | 浜松工場           | 通常     | |
| 0系新幹線電車                   | 1986年 | 16-2034       | 浜松工場           | 収蔵     | グリーン車 |
| 0系新幹線電車                   | 1975年 | 36-84         | 浜松工場           | 通常     | 食堂車 |
| 0系新幹線電車                   | 1983年 | 37-2523       | 浜松工場           | 収蔵     | ビュッフェ車 |
| 100系新幹線電車                 | 1986年 | 123-1         | 浜松工場           | 通常     | X2編成1号車 |
| 100系新幹線電車                 | 1985年 | 168-9001      | 浜松工場           | 通常     | X1編成8号車（食堂車）                                                                                                 |
| 300系新幹線電車                 | 1990年 | 322-9001      | 浜松工場           | 通常     | J1編成16号車（量産先行試作車）                                                                                        |
| 700系新幹線電車                 | 1997年 | 723-9001      | 浜松工場           | 通常     | C1編成1号車（量産先行試作車）、2014年1月2日より展示開始                                                               |
| 923形新幹線電気・軌道総合試験車 | 2000年 | 923-7         | 浜松工場           | 通常     | 922形と入れ替わる形で2025年6月14日より展示開始 922形に引き続き、添乗員室を活用し保線関連の展示・ビデオ上映を実施      |
| N700系新幹線電車                | 2005年 | 783-9001      | 浜松工場           | 屋外     | X0編成（量産先行試作車）1号車・14号車・8号車（グリーン車）、2019年7月17日より展示開始、休憩・飲食スペースとしても使用 |
| N700系新幹線電車                | 2005年 | 786-9201      | 浜松工場           | 屋外     | X0編成（量産先行試作車）1号車・14号車・8号車（グリーン車）、2019年7月17日より展示開始、休憩・飲食スペースとしても使用 |
| N700系新幹線電車                | 2005年 | 775-9001      | 浜松工場           | 屋外     | X0編成（量産先行試作車）1号車・14号車・8号車（グリーン車）、2019年7月17日より展示開始、休憩・飲食スペースとしても使用 |
| 955形新幹線試験電車             | 1995年 | 955-6         | 浜松工場           | シンボル | |
| ケ90形軽便用蒸気機関車          | 1918年 | ケ90          | 名古屋研修センター | 屋外     | 一部カットモデルでの展示                                                                                              |
| C57形蒸気機関車                 | 1940年 | C57 139       | 名古屋研修センター | 通常     | 準鉄道記念物。お召し装備での復元                                                                                      |
| C62形蒸気機関車                 | 1949年 | C62 17        | 東山総合公園       | シンボル | |
| ED11形電気機関車                | 1923年 | ED11 2        | 佐久間レールパーク | 通常     | |
| ED18形電気機関車                | 1924年 | ED18 2        | 浜松工場           | 通常     | |
| EF58形電気機関車                | 1958年 | EF58 157      | 浜松工場           | 通常     | ぶどう色2号に塗り替え                                                                                                 |
| モハ1形電車                     | 1922年 | モハ1035      | 伊那松島運輸区     | 通常     | |
| クモハ12形電車                  | 1927年 | クモハ12041   | 伊那松島運輸区     | 通常     | |
| モハ52形電車                    | 1937年 | モハ52004     | 佐久間レールパーク | 通常     | 製造時の姿に復元 |
| モハ63形電車                    | 1947年 | モハ63638     | 浜松工場           | 収蔵     | クモヤ90005を復元 |
| 111系電車                       | 1962年 | クハ111-1     | 佐久間レールパーク | 通常     | |
| 165系電車                       | 1963年 | クモハ165-108 | 美濃太田車両区     | 収蔵     | |
| 165系電車                       | 1967年 | サロ165-106   | 浜松工場           | 収蔵     | |
| 381系電車                       | 1973年 | クハ381-1     | 美濃太田車両区     | 通常     | |
| 117系電車                       | 1982年 | クハ117-30    | 大垣車両区         | 収蔵     | 国鉄色に塗り替え、N700系が展示されるまで休憩・飲食スペースとしても屋外展示されていた                                  |
| ホジ6005形蒸気動車              | 1912年 | ホジ6014      | 博物館明治村       | 通常     | 鉄道記念物（日本に現存する唯一の蒸気動車）、重要文化財                                                                |
| キハ48000形気動車               | 1956年 | キハ48036     | 佐久間レールパーク | 収蔵     | |
| キハ80系気動車                  | 1965年 | キハ82 73     | 美濃太田車両区     | 収蔵     | |
| キハ181系気動車                 | 1968年 | キハ181-1     | 佐久間レールパーク | 通常     | JR四国より譲受したもの                                                                                                |
| スニ30形客車                    | 1929年 | スニ30 95     | 佐久間レールパーク | 収蔵     | |
| オヤ31形客車                    | 1937年 | オヤ31 12     | 佐久間レールパーク | 収蔵     | |
| オハ35形客車                    | 1941年 | オハ35 206    | 佐久間レールパーク | 収蔵     | |
| マイネ40形客車                  | 1948年 | マイネ40 7    | 佐久間レールパーク | 収蔵     | |
| スハ43形客車                    | 1954年 | スハ43 321    | 美濃太田車両区     | 通常     | |
| オロネ10形客車                  | 1960年 | オロネ10 27   | 佐久間レールパーク | 通常     | |
| 国鉄バス第1号車（省営バス）     | 1930年 | -             | 鉄道博物館         | 2階      | 鉄道記念物（国鉄バスの第一号）、重要文化財                                                                            |

#### 過去の展示車両
| 形式                            | 製造年 | 車両番号    | 旧保管場所     | 展示形態 | 備考 |
| ------------------------------- | ------ | ----------- | -------------- | -------- | --- |
| 300系新幹線電車                 | 1993年 | 323-20      | 浜松工場       | 通常     | J21編成1号車、2013年12月27日を以って展示終了。                                                                        |
| 922形新幹線電気・軌道総合試験車 | 1979年 | 922-26      | 博多総合車両所 | 通常     | JR西日本より譲受したもの 添乗員室を活用し保線関連の展示・ビデオ上映を実施していた 2025年6月、トレインパーク白山に移設 |
| 381系電車                       | 1974年 | クロ381-11  | 美濃太田車両区 | 収蔵     | 2019年6月7日を以って展示終了。また、展望部分に亀裂が確認された。                                                      |
| 117系電車                       | 1982年 | モハ117-59  | 大垣車両区     | 屋外     | 国鉄色に塗り替え、N700系が展示されるまで休憩・飲食スペースとしても使用されていた                                      |
| 117系電車                       | 1986年 | クハ116-209 | 大垣車両区     | 屋外     | 国鉄色に塗り替え、N700系が展示されるまで休憩・飲食スペースとしても使用されていた                                      |

### シミュレータ
本館では下記のシミュレータが用意されている。
新幹線シミュレータ「N700」
新幹線N700系のモックアップを使用した運転シミュレータ。東海道新幹線東京 → 名古屋間のダイジェスト路線を運転可能。1回500円。
在来線シミュレータ「運転」
211系・313系の運転シミュレータが計8台用意されている（2D映像）。コンピューターグラフィックス（CG）による架空の在来線を運転可能。期間限定で映像が「実写」になることもある。1回100円。
在来線シミュレータ「車掌」
313系のモックアップを使用した車掌シミュレータ。画面を見ながらドアの開閉や発車合図のためのブザー押下、アナウンスなどが可能。1回500円。
鉄道博物館に車掌シミュレータができるまでは、日本の博物館で唯一の車掌シミュレータであった。
注意点として、ドア開閉の際に乗客に戸挟みをすると即乗務終了。次の人に交代となる。
これらのシミュレータのうち「N700」と「車掌」は抽選式となっており、入館時に渡される記念カードの台紙に付属する抽選券を切り取って申し込む形となる。「運転」も開館当初は抽選式だったが2016年6月1日より先着順受付に変更となった。「N700」と「車掌」についても多客期を除く期間限定で先着順で利用券を発売することがある。ただし、1枚の入館券で購入できる利用券はどちらか一枚、「N700」と「車掌」のシミュレーター利用券を両方購入することはできない。

#### 難易度について
難易度は見習い・練習・達人の3種類が用意されている。
見習い
子供がプレイする状況を想定し、難易度は低め。天候は晴れで固定されている。
練習
大人がプレイする状況を想定。天候・時間帯選択可能、ガイドあり。
達人
天候・時間帯選択可能。ガイドなしの状況でプレイし、かつアクシデントも発生することもあるため、難易度が高い。

### その他の展示
面積で日本最大となるHOゲージジオラマ（嵯峨野観光鉄道のジオラマ・京都・JAPANのものより若干面積が大きい）や初期マルスを利用した簡易的な発券システムが設置されている。
ホール内に設置された休憩用座席には、新幹線300系電車のグリーン車で使用していた廃車発生品が使用されている。
館内の「デリカステーション」ではジェイアール東海パッセンジャーズの駅弁が特別パッケージにて販売されている。

## 交通アクセス

### 公共交通機関
- 名古屋臨海高速鉄道あおなみ線 金城ふ頭駅から徒歩で約2分。
- 水上バス「トリトンライン」 金城ふ頭から徒歩（土日祝日のみ運行）。
- 三重交通・ジェイアール東海バス「金城ふ頭駅」停留所から徒歩（土日祝日のみ運行。中部国際空港直通　但し2025年1月現在運休中）。
- 名古屋市営バス「金城橋」停留所から徒歩で約12分。

### 自動車
- E1A 伊勢湾岸自動車道 名港中央ICから約5分。
  - リニア・鉄道館には駐車場がないため、名古屋市営金城ふ頭駐車場ほか近隣の駐車場を利用することになるので少し歩く。